# Иоганн I (пфальцграф Зиммерна)
Иоганн I (15 мая 1459, Штаркенбург, Бернкастель-Витлих — 27 января 1509, Штаркенбург, Бернкастель-Витлих) — пфальцграф Зиммерна в 1480—1509 годах.

## Жизнь
Иоганн родился в 1459 году в семье Фридриха I, пфальцграфа Зиммерна. 29 сентября 1481 года он женился на Иоганне Нассау-Саарбрюккенской (1464—1521), дочери графа Иоганна II Нассау-Саарбрюккенского. Дети:
1. Фридрих (1490)
2. Иоганн II (1492—1557)
3. Фридрих (1494—?)

Иоганн умер в Штаркенбурге в 1509 году и был похоронен в Зиммерне.